# Turnu Măgurele
Turnu Măgurele (pronunciació en romanès: [ˌTurnu məɡuˈrele]) és una ciutat del comtat de Teleorman, Romania (a la regió històrica de Muntènia). Desenvolupat a prop del lloc que antigament ocupava el port medieval de Turnu, es troba al nord-est de la confluència entre el riu Olt i el Danubi.

## Geografia
Un ferri travessa el Danubi fins a la ciutat búlgara de Nikopol. Hi ha alguns vestigis d'un pont romà sobre el Danubi, construït el 330 per Constantí el Gran. Es construeix a la plana del Danubi en una terra fèrtil anomenada plana de Burnas. A les 4 Al sud-oest, el riu Olt s'uneix al Danubi. La seva altitud mitjana és de 33 m sobre el nivell del mar.

## Història

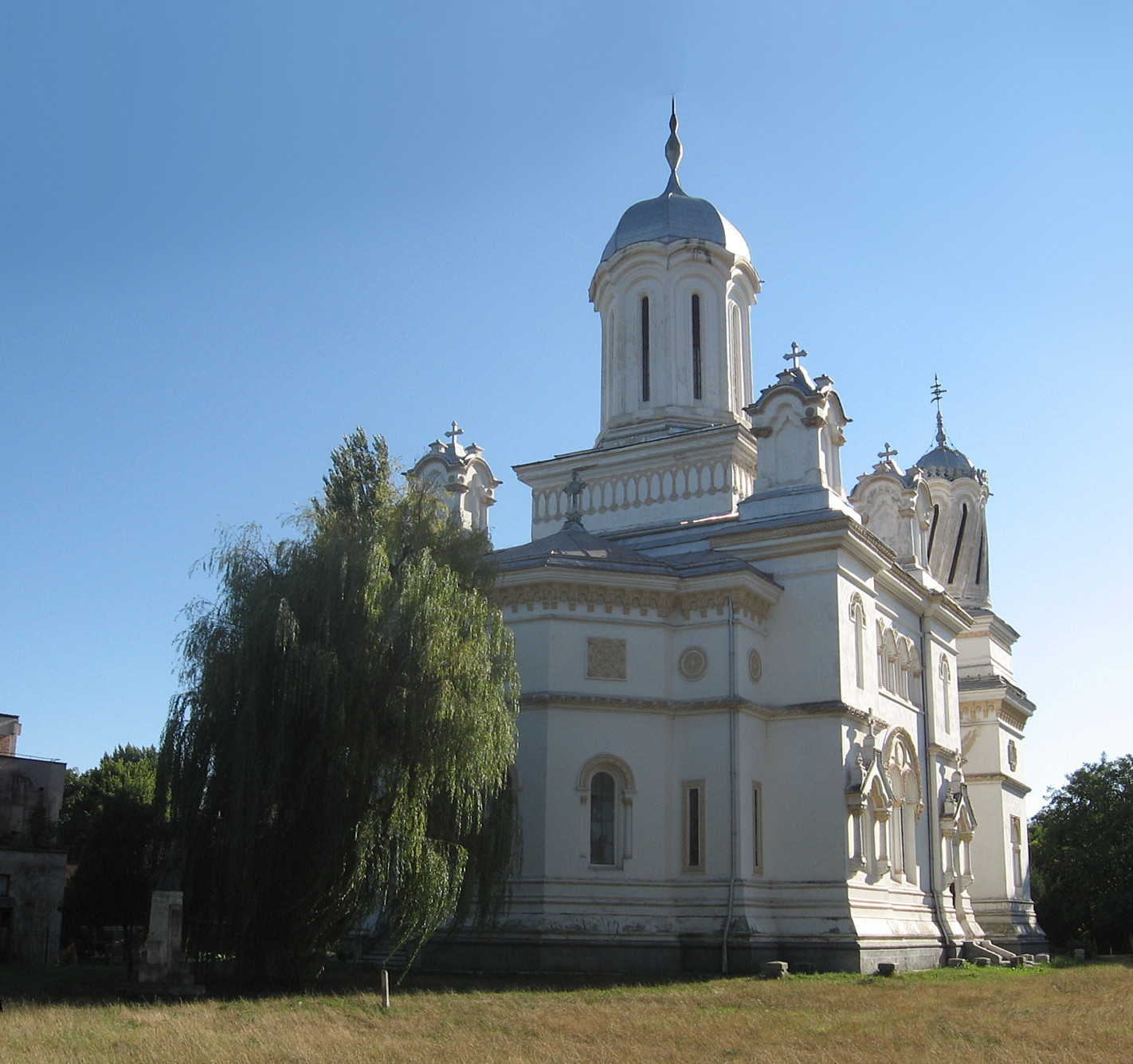
Catedral ortodoxa romanesa de Saint Haralambios

El nom de la ciutat significa "torre del turó" en romanès, en referència a la torre de muralla de defensa d'un fort construït sobre el terreny per l'emperador romà d'Orient Justinià I el Gran al segle vi (encara es poden veure ruïnes de les instal·lacions).
Els búlgars van mantenir en aquest lloc una fortalesa anomenada Holavnik. La ciutat fou ocupada per l'Imperi Otomà el 1417, cap al final del govern del príncep Mircea I, i, com Giurgiu i Brăila, constituïen una kaza a la riba esquerra del Danubi, amb el nom de Kule. Amb breus interrupcions durant les rebel·lions antiotomanes de Vlad III el Empalador i Miquel el Valent, destruïdes pels hajduks de Iancu Jianu en la seva campanya contra Osman Pazvantoğlu i el seu successor (1809) i mai reconstruïdes sota el domini turc, Turnu, com l'altre dos kazas, havien de ser retornats a Valàquia mitjançant la Convenció d'Akkerman de 1826 - i finalment va ser cedida el 1829, mitjançant el tractat d'Adrianopole. Es va convertir en la capital del comtat de Teleorman el 1839.
Cap al final de la Segona Guerra Mundial, la ciutat va servir com a base submarina improbable, ja que els dos submarins moderns de Romania, Rechinul i Marsuinul, es van refugiar al port de la ciutat després del bombardeig aeri soviètic de Constanța el 20 d'agost de 1944.

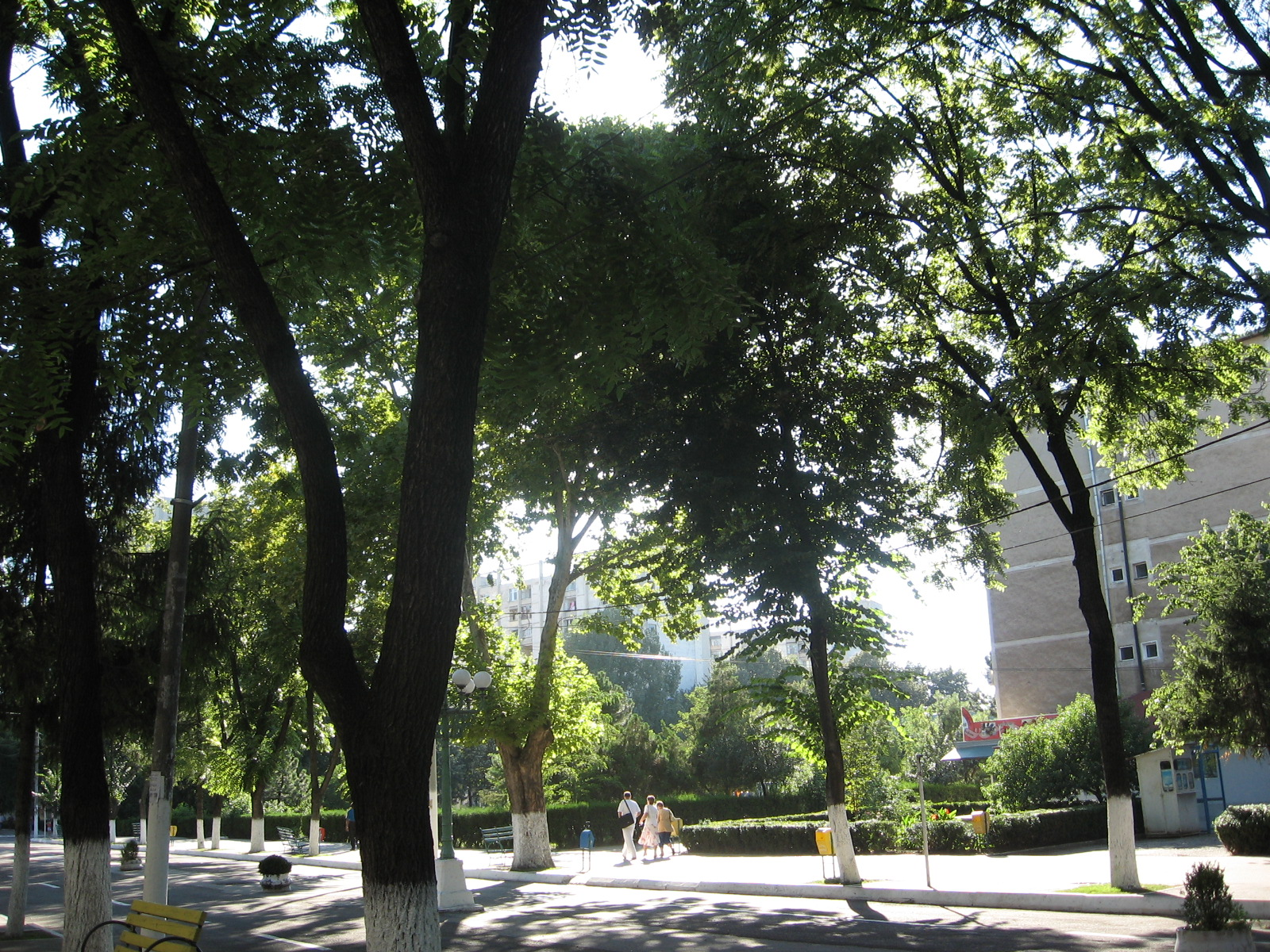
Avinguda a Turnu Măgurele

El poble d'Islaz, a prop de Turnu Măgurele, va ser el centre inicial de la revolució valaca de 1848. Durant la Guerra d'Independència de Romania, la ciutat va servir de base per a la campanya a Bulgària. Després de la reforma administrativa del 1968, es va convertir en municipi. A partir dels anys seixanta, es van construir nous blocs d'apartaments a la ciutat, però, en nombre menor en comparació amb altres ciutats del país. El barri més nou de la ciutat és la urbanització Taberei, que sovint rep el nom entre els locals de "Katanga", perquè es va construir al mateix temps que el conflicte de Katanga al Congo.

## Atraccions turístiques
La principal atracció turística és la catedral de Saint Haralambios, al centre de la ciutat. Construïda per agricultors grecs a principis del segle xx, la catedral es basa en els plans de la catedral de Curtea de Argeş i es va construir en un estil renaixentista tardà. Una altra fita de la ciutat és el monument a la independència. Va ser construït per celebrar el paper principal que va tenir Turnu Măgurele a la Guerra de la Independència de Romania (1877-1878).

## Economia
Antigament, centre de la indústria química i tèxtil (MTM, Manufactura Turnu Măgurele), la ciutat ha diversificat més recentment la seva economia (ElectroTurris, una fàbrica de motors elèctrics i ConservTurris, una planta de processament d'aliments).
La planta química és famosa per la contaminació atmosfèrica (els gasos emesos contenen amoníac i sulfur d'hidrogen en èpoques superiors a les normes) i, probablement, no compleix els requisits ecològics de la UE (contaminació atmosfèrica).